# نيكولاس كورتني (ممثل أفلام)
نيكولاس كورتني (بالإنجليزية: Nicholas Courtney)‏ (و. 1929 – 2011 م) هو ممثل أفلام، وممثل مسرحي، وممثل تلفزي بريطاني، ولد في القاهرة، بدأ مشواره المهني سنة 1957، توفي في لندن، عن عمر يناهز 82 عاماً، بسبب سرطان.

## التعليم
تعلم في أكاديمية ويبر دوغلاس للفنون الدرامية ‏
.

## وصلات خارجية
- نيكولاس كورتني على موقع IMDb (الإنجليزية)
- نيكولاس كورتني على موقع ألو سيني (الفرنسية)
- نيكولاس كورتني على موقع ميوزك برينز (الإنجليزية)
- نيكولاس كورتني على موقع أول موفي (الإنجليزية)
- نيكولاس كورتني على موقع قاعدة بيانات الأفلام السويدية (السويدية)
- نيكولاس كورتني على موقع ديسكوغز (الإنجليزية)
- نيكولاس كورتني على موقع قاعدة بيانات الفيلم (الإنجليزية)
- نيكولاس كورتني على موقع كينوبويسك (الروسية)